# Río Colorado (Maipo)
El río Colorado es un curso natural de agua que nace en las laderas occidentales del volcán Tupungato y fluye en la comuna de San José de Maipo de la Región Metropolitana de Santiago hasta desembocar en el río Maipo.

## Trayecto
El río Colorado inicia su trayecto en las laderas occidentales del Volcán Tupungato y su principal afluente es el río Olivares, pero recibe numerosos afluentes por ambas orillas a lo largo de su camino.
Es un río caudaloso y que arrastra gran cantidad de sedimentos, lo que le da una coloración oscura (Parece que el río Azufre es el mayor contribuyente en tal sentido). Nace de los afluentes río Olivares y río Tupungato, además de otros como el estero el Cepo en el límite sur de la Reserva Cañón del Río Olivares. Siguiendo su curso se llega al poblado Los Maitenes y Guayacán antes de llegar al Maipo.
El río Colorado mueve las turbinas de la Central hidroeléctrica de Los Maitenes, sita a 25 km de su desembocadura al Maipo.: 5 

## Caudal y régimen
Para la llamada "Subcuenca Alta del Maipo", el informe de la Dirección General de Aguas indica que:: 70 
Corresponde al área drenada por la parte alta del río Maipo, desde su nacimiento en la cordillera de Los Andes hasta la estación fluviométrica Maipo en El Manzano, incluyendo a sus principales afluentes: río Colorado, río Olivares, río Yeso y río Volcán. En toda esta subcuenca se aprecia un marcado régimen nival, con sus mayores caudales en diciembre y enero, producto de los deshielos cordilleranos. El período de menores caudales se observa en los meses de junio, julio y agosto.

Curvas de variación estacional del río Colorado
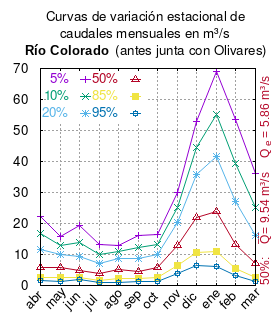
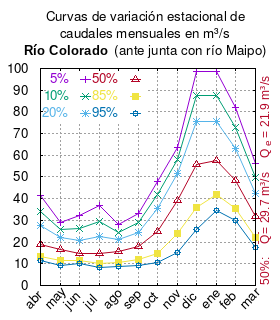

El caudal del río (en un lugar fijo) varía en el tiempo, por lo que existen varias formas de representarlo. Una de ellas son las curvas de variación estacional que, tras largos periodos de mediciones, predicen estadísticamente el caudal mínimo que lleva el río con una probabilidad dada, llamada probabilidad de excedencia. La curva de color rojo ocre (con {\displaystyle {\color {Red}\vartriangle }}) muestra los caudales mensuales con probabilidad de excedencia de un 50%. Esto quiere decir que ese mes se han medido igual cantidad de caudales mayores que caudales menores a esa cantidad. Eso es la mediana (estadística), que se denota Qe, de la serie de caudales de ese mes. La media (estadística) es el promedio matemático de los caudales de ese mes y se denota {\displaystyle {\overline {Q}}}. 
Una vez calculados para cada mes, ambos valores son calculados para todo el año y pueden ser leídos en la columna vertical al lado derecho del diagrama. El significado de la probabilidad de excedencia del 5% es que, estadísticamente, el caudal es mayor solo una vez cada 20 años, el de 10% una vez cada 10 años, el de 20% una vez cada 5 años, el de 85% quince veces cada 16 años y la de 95% diecisiete veces cada 18 años. Dicho de otra forma, el 5% es el caudal de años extremadamente lluviosos, el 95% es el caudal de años extremadamente secos. De la estación de las crecidas puede deducirse si el caudal depende de las lluvias (mayo-julio) o del derretimiento de las nieves (septiembre-enero).

## Historia
En el valle hay numerosas Casas de Piedra, construidas en el Período Agroalfarero Intermedio Tardío.[cita requerida]
Francisco Solano Asta-Buruaga y Cienfuegos escribió en 1899 en su obra póstuma Diccionario Geográfico de la República de Chile sobre el río:
Río Colorado.-—Mediano curso de agua en el departamento de la Victoria que confluye en el río Maipo por su margen del norte á unos ocho kilómetros hacia el O. de la villa de San José de dicho departamento. Se forma de los derrames de la vertiente occidental del cerro Tupungato situado en la línea anticlinal de los Andes, y corre hasta su confluencia con aquel río más de 60 kilómetros con un descenso rápido y por un cauce hondo estrechado entre altas sierras de aquella cordillera. Hacia su cabecera se hallan los baños termales de Tupungato y en un ameno vallecillo del río, por esa parte, el paraje en conexión con esas termas denominado El Alfalfar; véase. Hay también en este río un resguardo de aduana para el comercio internacional con la República Argentina.
Luis Risopatrón lo describe en su Diccionario Jeográfico de Chile (1924):: 239 
Colorado (Río). Nace en las faldas de los cerros de Las Polleras i Tupungato, del cordón limitáneo con la Arjentina, corre hácia el SW con aguas de color rojizo siempre turbias, por unos 20 kilómetros, en un cajón ancho i estendido, con faldas que ofrecen algún pasto, hasta la desembocadura de los esteros El Azufre i de El Museo, el cajón se angosta muchísimo en seguida i el tránsito se hace difícil, por lo que a veces el sendero tiene que ir por laderas peligrosas que no pueden ser evitadas, pues no se le conoce en esta parte otro vado, que el que utilizan los vaqueros, cuando hai escasez de agua, un poco arriba de su confluencia con el río Parraguirre, que ofrece algunos peligros. Más abajo presenta en el lado E el ensanchamiento de Potrero Nuevo, en seguida una larga angostura en la que el sendero cruza laderas i puntillas hasta Las Salinillas, donde se encuentran los primeros pequeños lotes de terrenos cultivados; continua otra abrupta angostura, en forma de cañón sinuoso, en el que las aguas bañan el pié de los barrancos, que no dejan a veces espacio para el estrecho sendero, el que tiene que desarrollarse en el cauce del río, entre piedras tapadas por las aguas, hasta los potreros de El Alfalfal. Presenta también suelos cultivados en El Caballo Muerto i en Los Maitenes, donde adquieren cierta importancia i donde se ha construido en los últimos años, una importante planta hidro-eléctrica; se vácia en la márjen N del río Maipo en las proximidades de El Resguardo, después de desarrollar una hoya hidrográfica de 1500 km² de superficie aproximadamente, con una pendiente media de 1 m en 24 i un caudal medio de 35 m³ por segundo. En los conglomerados del valle se encuentran troncos de árboles, que parecen referirse a las coníferas.

## Población, economía y ecología
Casi en su desembocadura con el Río Maipo , hay un puente de casi 100 metros de altura que lo cruza. Es usado para la práctica de Bunjee.

Diagrama unifilar de las centrales hidroeléctricas en el río Maipo.